# 三富村
三富村（みとみむら）は、かつて山梨県東山梨郡に存在した村。村域の北部は秩父多摩甲斐国立公園に指定されている。
村名は三箇村が合併して富むようにとの願いを込めたもの。
2005年3月22日、隣接する山梨市・牧丘町と新設合併し、新市制による山梨市となった。現在は山梨市三富地区となっている。

## 地理
郡北端部、甲府盆地北東部に位置。甲武信ヶ岳を望み、長野県と埼玉県にも接している。
- 山
  - 甲武信ヶ岳
  - 雁坂嶺
  - 国師ヶ岳
- 河川
  - 笛吹川
- 湖沼
  - 広瀬湖
- 渓谷
  - 東沢渓谷、西沢渓谷

## 歴史
村域の大部分が山林で、笛吹川や支流の徳和川流域の平坦地に縄文時代の遺跡が見られる。
古代の律令制下には山梨郡加美郷に比定される。平安時代後期には甲斐源氏の一族が甲府盆地各地に進出し、三富村は安田義定が根拠地とした牧荘に含まれると考えられている。甲州市塩山小屋敷に所在する恵林寺は夢窓疎石が開山で、戦国時代の永禄7年（1564年）に武田晴信（信玄）が再興している。三富村に所在する乾徳山は夢窓が修行をした場所である言われ、上柚木一帯は武田氏が寄進した恵林寺領に属する。また、甲斐・武蔵間の国境であったため、荻原には武田家臣の荻原氏が国境警備にあたった。
近世には6か村が成立する。近世の九筋二領では笛吹左岸の川浦・上柚木両村が栗原筋に属し、右岸の上釜口・下釜口・徳和・下荻原の4か村は万力筋に属した。近世初頭には全村が幕府直轄領で、寛永10年（1633年）には万力筋の4か村が甲府徳川家領、栗原筋の2か村が徳美藩領となる。元禄11年（1698年）には徳美藩領が上知され、宝永年間には全村が甲府藩領となる。享保9年（1724年）には甲斐一国の幕領化となり、全村が石和代官支配となる。
川浦には秩父往還の口留番所が置かれ、諸村が関守番人を務めた。盛業は笛吹川流域や山腹斜面を耕作し、わずかな水田のほかは焼畑による雑穀栽培も行われていた。また、養蚕や煙草栽培のほか、林業や製炭などが主な生業あり、しばしば山の入会権を巡る山論が発生した。
近代には養蚕から果樹栽培や観光産業へ移行する。1929年（昭和4年）には塩山駅から三塩軌道が開通し、木材や物資の輸送が行われた。広瀬集落は明治初期に他地域から移住者が集住して成立したが、1975年（昭和50年）の広瀬ダム造成により消滅した。

### 沿革
- 1874年（明治7年）6月 - 下記の山梨郡の近世以来の各村が再編。
  - 釜川村 ← 上釜口村、川浦村
  - 釜和原村 ← 下釜口村、徳和村、下荻原村
  - 柚木村 ← 上柚木村、下柚木村
- 1878年（明治11年）7月22日 - 郡区町村編制法の施行により、3村が東山梨郡の所属となる。
- 1889年（明治22年）7月1日 - 町村制の施行により、釜川村、釜和原村および柚木村の一部（大字上柚木）が合併して三富村が発足。
  - 柚木村の残部（大字下柚木）は松里村（現・甲州市）となる。
- 2005年（平成17年）3月22日 - 山梨市・牧丘町と合併し、改めて山梨市が発足。同日三富村廃止。

### 隣接する自治体
- 山梨県
  - 東山梨郡牧丘町
  - 塩山市

- 埼玉県
  - 秩父郡大滝村

- 長野県
  - 南佐久郡川上村

## 交通

### 鉄道
村内を鉄道路線は通っていない。鉄道を利用する際の最寄り駅は、JR東日本中央本線塩山駅。

### 道路
- 一般国道
  - 国道140号
    - 道の駅：みとみ

  - 1998年、雁坂トンネルが開通するまで、国道140号は当村から埼玉県秩父郡大滝村（現在の秩父市）の自動車による通行は不能状態であった。
- トンネル
  - 雁坂トンネル
- 峠
  - 雁坂峠

## 甲武信ヶ岳への登山
村内の広瀬湖方面から登山できる。その際、東沢渓谷を通る。

## 特産品等
ブドウ、桃、いのぶた（イノシシと雌豚の掛け合わせによる交雑種で食用にされる。）